# ویلدت (دهانه)

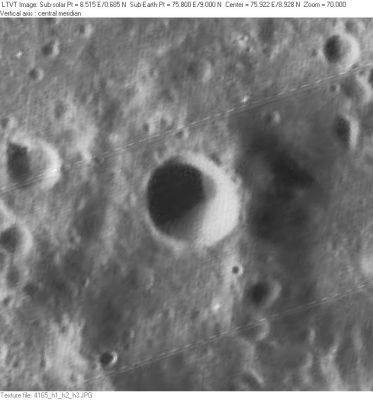
دهانه ویلدت

ویلدت یک دهانه برخوردی در ماه‌ است.